# Октан
Окта́н (від грец. octa — вісім) — насичений вуглеводень (алкан) складу C8H18. Молекулярна маса — 114,224. Має 18 ізомерів.
Октан — безбарвна рідина зі слабким запахом прямогонного бензину, необмежено змішується з вуглеводнями, погано розчинний у діетиловому ефірі, ацетоні і етанолі, практично не розчинний у воді. Октани легко запалюються, в суміші з повітрям вибухонебезпечні. Нетоксичні, не мають алергенних і канцерогенних властивостей.

## Ізомерія
Октан має 18 структурних ізомерів:
- Октан (н-октан)
- 2-Метилгептан
- 3-Метилгептан (+ має оптичну ізомерію)
- 4-Метилгептан
- 3-Етилгексан
- 2,2-Диметилгексан
- 2,3-Диметилгексан (+ має оптичну ізомерію)
- 2,4-Диметилгексан (+ має оптичну ізомерію)
- 2,5-Диметилгексан
- 3,3-Диметилгексан
- 3,4-Диметилгексан (+ має оптичну ізомерію (два хиральних центри))
- 2-Метил-3-етилпентан
- 3-Метил-3-етилпентан
- 2,2,3-Триметилпентан (+ має оптичну ізомерію)
- 2,2,4-Триметилпентан (також відомий як ізооктан)
- 2,3,3-Триметилпентан
- 2,3,4-Триметилпентан
- 2,2,3,3-Тетраметилбутан

## Отримання
Октан міститься в бензиновій фракції нафти та продуктах її деструктивної переробки, в алкілаті, утворюється при синтезі вуглеводнів за процесом Фішера-Тропша. У промисловості його виділяють із зазначених продуктів ректифікацією у поєднанні з селективною адсорбцією на цеолітах або комплексоутворенням з сечовиною. У лабораторних умовах отримують гідруванням октенів, за реакцією Вюрца з 1-хлорбутану.

## Хімічні властивості
При піролізі октану утворюються в основному метан, етан, етилен; при крекінгу на алюмосилікатному каталізаторі зростає вихід вуглеводнів С3-С5; у присутності ароматизуючих каталізаторів (Pt/C, оксидів Cr, Mo, V на Al2O3) при 450—500 °C з високим виходом утворюється суміш о-ксилену і стирену.

## Застосування
Застосовують октан у виробництві ксиленів, октанолу, октаналю, а також як розчинник. Як компонент бензину великого значення не має через низьку детонаційну стійкість (октанове число 19).